# Leon Delune
Leon Joseph Delune was een Belgische architect, die te Marbais in Waals-Brabant geboren werd op 15 september 1862 en te Elsene overleed op 22 maart 1947.

## Biografie
Leon's vader, Hubert Jozef Delune (een aannemer van bouwwerken), had zich samen met diens echtgenote Sylvie Delstanche en hun acht kinderen te Elsene gevestigd. In de Brusselse periferie ontbrak het gedurende de overgang van de 19-de naar de 20-ste eeuw immers niet aan werkgelegenheid ingevolge de toenmalige bevolkingsaangroei.
Net zoals drie broers (Ernest, Aimable, Edmond) volgde Leon zijn opleiding tot architect aan de Koninklijke Academie voor Schone Kunsten te Brussel. Hij was er ingeschreven van 1885 tot 1891. Tevens volgde hij cursussen beeldhouwkunst. In 1888 -terwijl hij nog studeerde aan de Academie- trad hij reeds in dienst bij het Ministerie van Landbouw. Zijn inspanningen bleven niet zonder resultaat want mettertijd werd hij zelf in de functie van docent bij de Koninklijke Academie aangeworven.
Onmiddellijk na het beëindigen van zijn studies organiseerde hij een architectenpraktijk aan de Elsenesteenweg 240.
Een van zijn eerste bouwkundige prestaties was de constructie (anno 1891) van de familiewoning nabij de Vijvers van Elsene (Gulden Sporenlaan 3). Later nam hij zijn intrek in de door hem gebouwde Art Nouveau-woning aan de Henninstraat 21 (Elsene).
Leon Delune bouwde vooral in de eclectische stijl, maar ook -zij het dan in mindere mate- in art deco, art nouveau of beaux-arts.
Doordat zijn drie broers in dezelfde omgeving en in dezelfde trant bouwden, is het niet altijd evident om het onderscheid te maken wie wat gebouwd heeft.

## Opmerkelijke werken

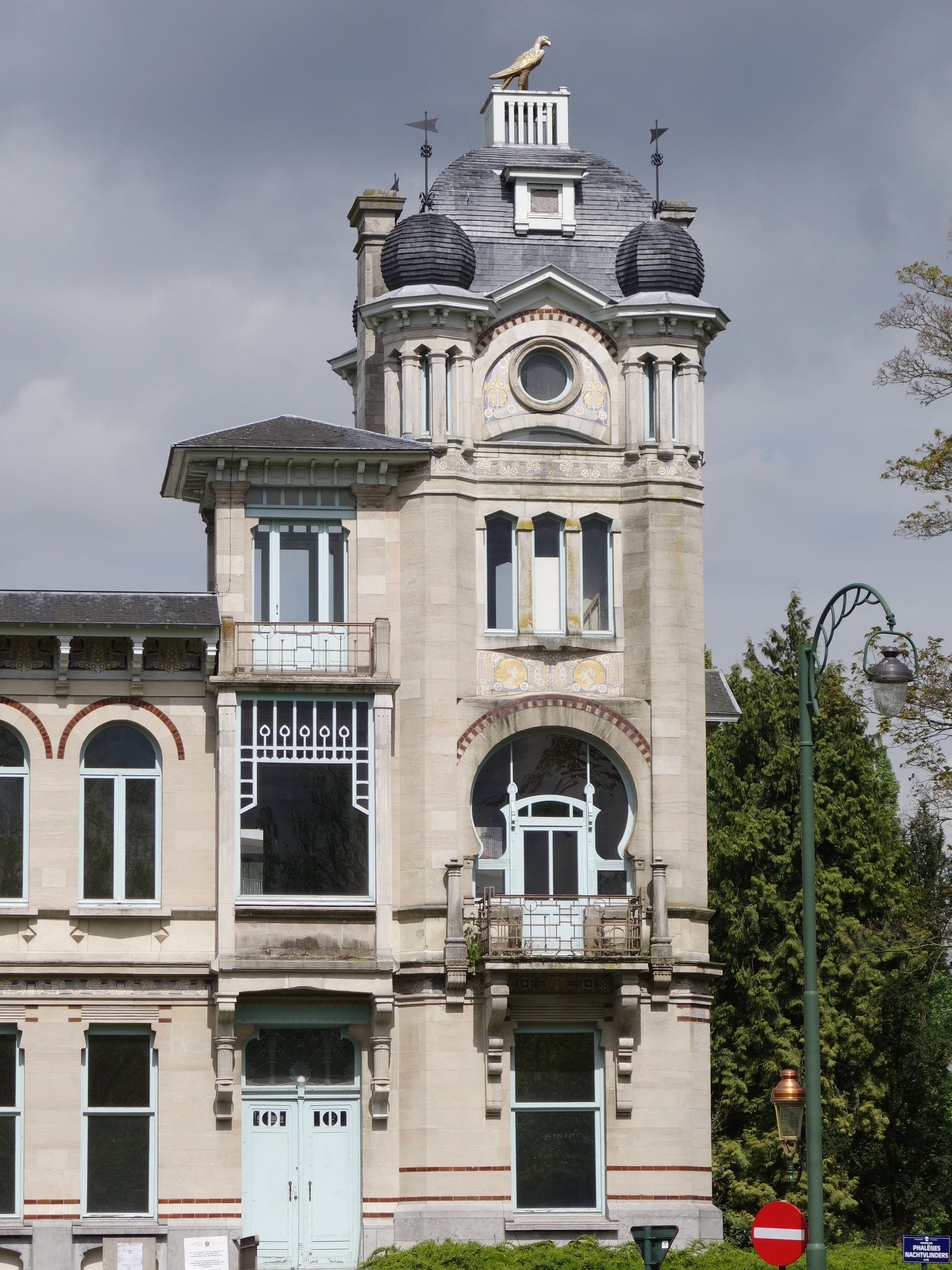
Huis Delune (1904).
Franklin Rooseveltlaan 86, Brussel.

- Huis Delune (Kasteel Solbosch)
Kasteel Solbosch, thans veelal "Huis Delune" genoemd (Franklin Rooseveltlaan 86, Brussel) is een villa in Art Nouveau-stijl. Ze werd in 1904 in de wijk Solbosch gebouwd op vraag van een welgestelde weduwe. Gedurende de Wereldtentoonstelling van 1910 werd ze verhuurd aan de organisatoren van dat evenement en deed ze dienst als café "Le Château". Een groep muzikanten genaamd "Négros américains Minstrels d'Alabama USA" trad er bij die gelegenheid op en speelde er jazzmuziek. Op 14 en 15 augustus 1910 verwoestte een brand verscheidene paviljoenen. Slechts Kasteel Solbosch en een tweede gebouw bleven bewaard.
Ten tijde van de Tweede Wereldoorlog nam de Duitse bezetter er zijn intrek. Anno 2017 is in deze villa de Ambassade van de Verenigde Arabische Emiraten gevestigd.
- Huis Dewindt (Eburonenstraat 52, Brussel)
- Woningen aan de Gulden Sporenlaan 3, 5, 8, 9, 10, 11 en 12 nabij de Vijvers van Elsene.

## Oeuvre

### Eclectische stijl

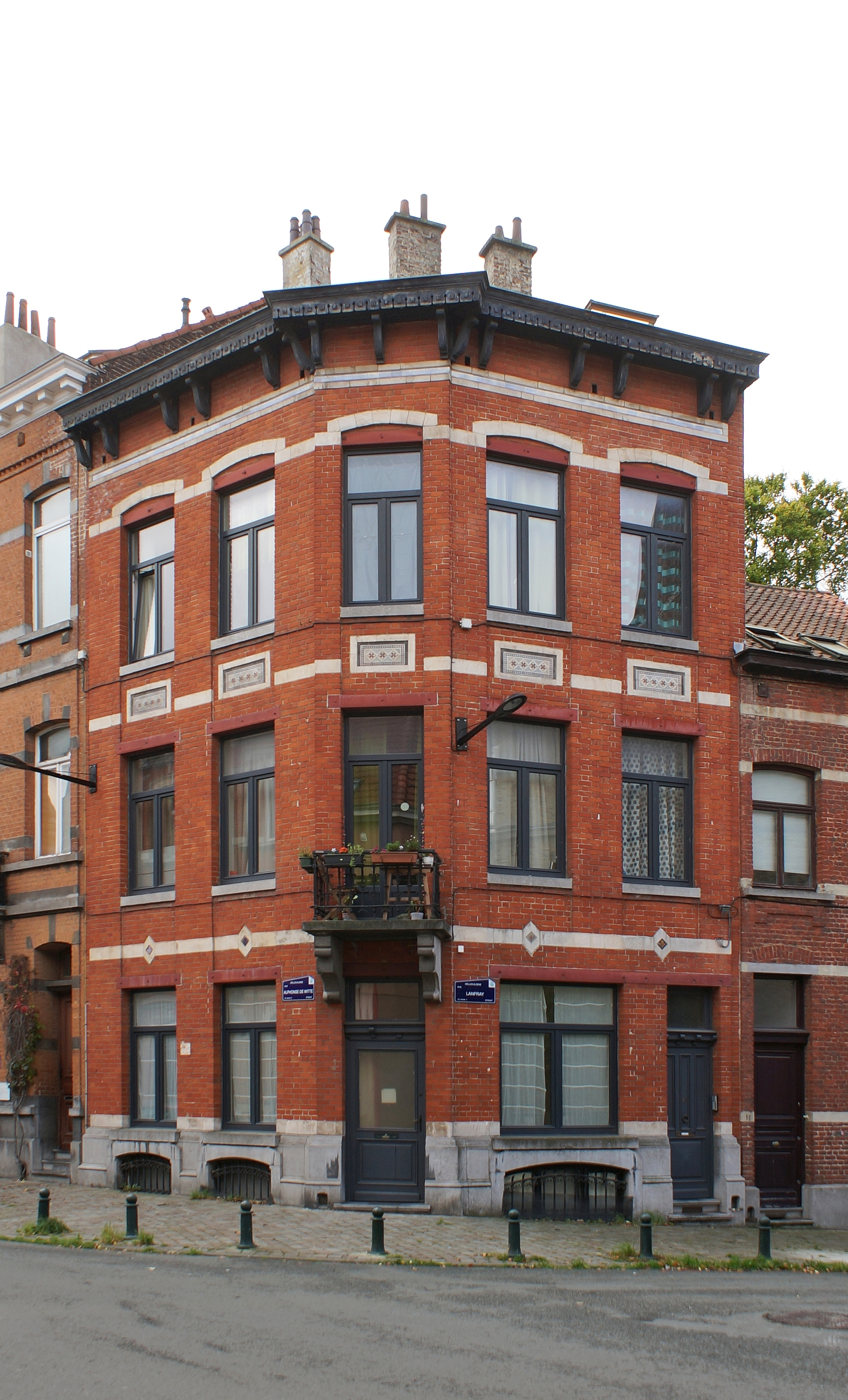
Elsene,
Alphonse de Wittestraat 3 (midden),
hoek met de Lanfraystraat 13 (rechts)
(1897)

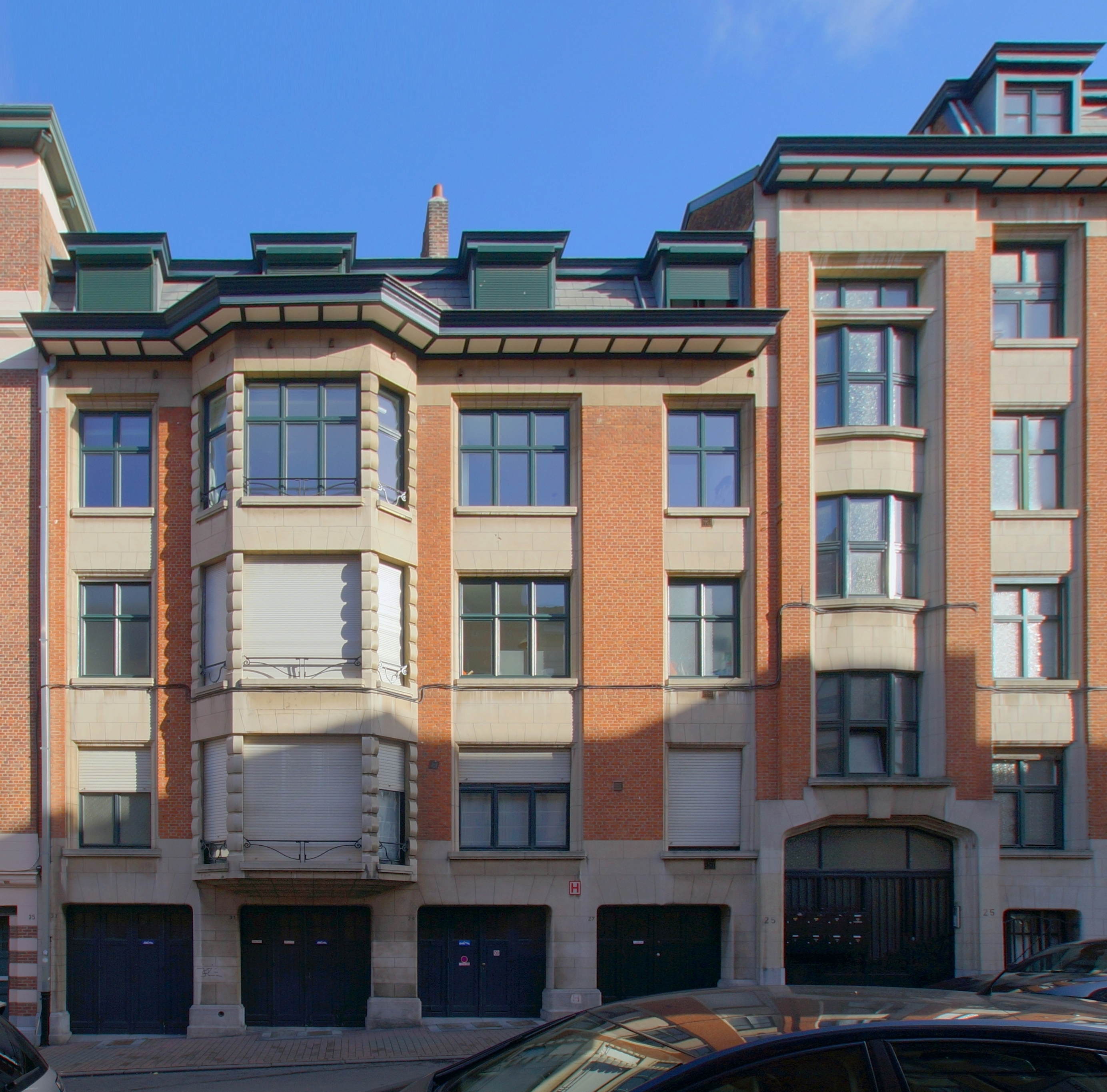
Sint-Gillis,
Nieuwburgstraat
25-27-29-31-33 (1927)

- 1892 : Elsene, Gulden Sporenlaan 5. Burgerhuis met renaissance-invloeden. Drie bouwlagen. Garage in de kelderverdieping en dakkapel.
- 1893 : Elsene, Gulden Sporenlaan 3. Burgershuis met renaissance-invloeden. Kelderverdieping en vier bouwlagen. Oeuvre van Leon Delune, in samenwerking met zijn vader, Hubert Delune.
- 1893 : Elsene, Lesbroussartstraat 31, 33 & 35. Groot huis met drie ingangen, waarvan twee handelsruimten op de gelijkvloerse verdieping. Balcon op de tweede verdieping over de volledige breedte van het huis.
- 1896 : Elsene, Armand Campenhoutstraat 66, 68 en 70. Drie vergelijkbare woningen.
- 1896 : Wethoudersstraat 50. Burgershuis.
- 1896 : Elsene, Gulden Sporenlaan 10 & 11. Twee burgershuizen met renaissance-invloeden; de gevels zijn opgetrokken in witsteen en arduin. De ene woning is het spiegelbeeld van de andere.
- 1897 : Elsene, Lanfraystraat 3 en 5. Twee gelijke burgershuizen in spiegelbeeld. Rode baksteen. Kelderverdieping, gelijkvloers en twee bouwlagen.
- 1897 : Elsene, Lanfraystraat 13. Hoekhuis met de Alphonse de Wittestraat 3, in rode baksteen. Handelsruimte op de benedenverdieping.
- 1897 : Elsene, Gulden Sporenlaan 8 & 9. Twee burgershuizen in eenheid met de andere woningen van de architect in de onmiddellijke omgeving.
- 1898 : Elsene, Lanfraystraat 15. Hoekhuis met de Alphonse de Wittestraat 3, in rode baksteen. Handelsruimte op benedenverdieping.
- 1898: Lanfraystraat 17 en 19. Twee huizen in spiegelbeeld. Rode baksteen. Vormen een architecturaal geheel met het hoekhuis op nummer 15, en met de aansluitende woningen in de Alphonse de Wittestraat nummers 44 en 46.
- 1898 : Elsene, Boondaalse Steenweg 89 & 91. Twee woningen.
- 1899 : Elsene, Gulden Sporenlaan 12. Herenhuis met Art Nouveau-invloed. Gevel in witsteen en hardsteen, vertoont enige gelijkenis met huisnummer 9.
- 1900 : Elsene, Brouwerijstraat 1-3 & 5. Twee woningen. Huisnummers 1 & 3 samen met één voordeur. Huisnummer 5 met puntgevel. Samenwerking met Edmond Delune.
- 1900 : Elsene, Wethoudersstraat 37. Woning verfraaid met art-nouveau-details, gesigneerd Delune Léon Architecte ter hoogte van bovenlicht van toegangsdeur.
- 1901 : Elsene, Lanfraystraat 29, 29A en 31. Twee woningen met gelijkvloers en twee verdiepingen. Aan huisnummer 29 een koetspoort leidende naar een achterbouw.
- 1901 : Elsene, Guillaume Macaulaan 34. Burgershuis met Art Nouveau-invloeden.
- 1902 : Elsene, Wethoudersstraat 45. Woning met art-nouveau-invloeden.
- 1904 : Elsene, Brouwerijstraat 7. Burgershuis, gebouwd in samenwerking met Edmond Delune.
- 1905 : Elsene, Brouwerijstraat 9. Burgershuis, gebouwd in samenwerking met Edmond Delune.
- 1905 : Elsene, Brouwerijstraat 11. Burgershuis in eclectische stijl met Art Nouveau-invloeden. Gebouwd door Leon of Aimable Delune.
- 1905 : Elsene, Brouwerijstraat 13. Burgershuis met art-nouveau-invloeden. Gebouwd in samenwerking met Edmond Delune.
- 1905 : Elsene, Brouwerijstraat 19. Burgershuis met art-nouveau-elementen. Oeuvre van Leon of Aimable Delune.
- 1905-1910 : Elsene, Brouwerijstraat 51A. Burgershuis, gebouwd in samenwerking met Edmond Delune.
- 1906 : Elsene, Van Elewyckstraat 39. Woning met symmetrische samenstelling.
- 1907 : Elsene, François Roffiaenstraat 7. Merkwaardige combinatie van een handelsruimte op het gelijkvloers, twee verdiepingen voor bewoning, en twee dakkapellen, beide met een balcon.
- 1907 : Elsene, Van Elewyckstraat 19. Burgershuis in eclectische stijl met art-nouveau-invloeden. Gevel opgebouwd uit witte baksteen en arduin. Kelderverdieping en drie bouwlagen. Boven de vensters van de derde bouwlaag ontwaart men sgraffiti gemaakt door Gabriel Van Dievoet.
- 1907 : Elsene, Van Elewyckstraat 21. Burgershuis in eclectische stijl. Gevel in witte baksteen met hardstenen elementen. Boven de vensters van de tweede bouwlaag ziet men sgraffiti die een vrouwengelaat voorstellen.
- 1908 : Elsene, Brouwerijstraat 37. Burgershuis, gebouwd in samenwerking met Edmond Delune.
- 1908 : Elsene, Brouwerijstraat 41. Burgershuis. Sgraffiti door Paul Cauchie.
- 1908 : Elsene, Kluisstraat 6. Burgershuis in hardsteen en witte baksteen. Kelderverdieping, gelijkvloers en twee verdiepingen.

### Neo-classicistische stijl

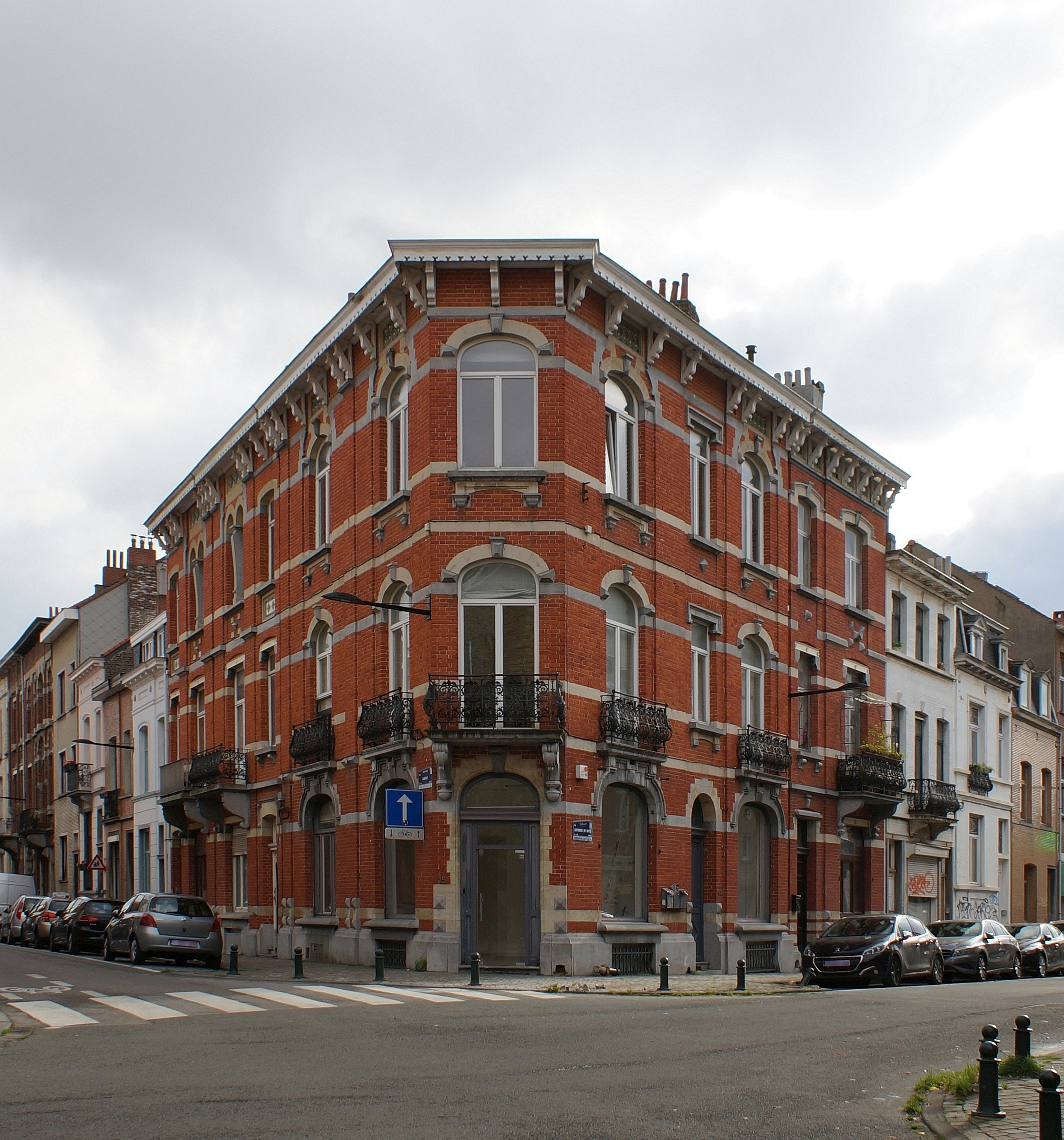
Elsene,
Lanfraystraat 15 (midden).
Hoek met de Alphonse
de Wittestraat (rechts) (1898)

- 1889 : Sint-Gillis. Louis Coenenstraat 3. Opbrengsthuis, in overwegend neo-classicistische stijl.

### Art nouveau
- 1901 : Brussel, Eburonenstraat 52. Woning in rode baksteen met kelderverdieping en drie bouwlagen. Art nouveau met asymmetrische samenstelling.
- 1904 : Brussel, Franklin Rooseveltlaan 86. Kasteel Solbosch, thans veelal "Huis Delune" genoemd.
- 1910 : Elsene, de Henninstraat 21. Eigen huis van architect Leon Delune. Sgraffiti door Paul Cauchie. Deze woning is vergelijkbaar met huisnummer 23 en vormt een homogeen geheel met huisnummer 25.
- 1910 : Elsene, de Henninstraat 23. Woning met sgraffiti gemaakt door Paul Cauchie.
- 1910 : Elsene, de Henninstraat 25. Omvangrijk hoekhuis. Vormt een geheel met de twee voorgaanden.
- 1910 : Elsene, Elyzeese Veldenstraat 74. Woning met kelderverdieping en drie bouwlagen.

### Beaux-arts
- 1912 : Elsene, de Vergniesstraat 12. Woning met kelderverdieping en vier bouwlagen.

### Art deco
- 1927 : Sint-Gillis, Nieuwburgstraat 25 tot en met 33: appartementsgebouw.
- 1928 : Etterbeek, Kommandant Ponthierstraat 97. Appartementsgebouw, een hoek vormend met de Vlieger Thieffrystraat. Gelijkvloers, drie verdiepingen, en dakkapellen. Gedeeltelijk onder zadeldak.

## Illustraties

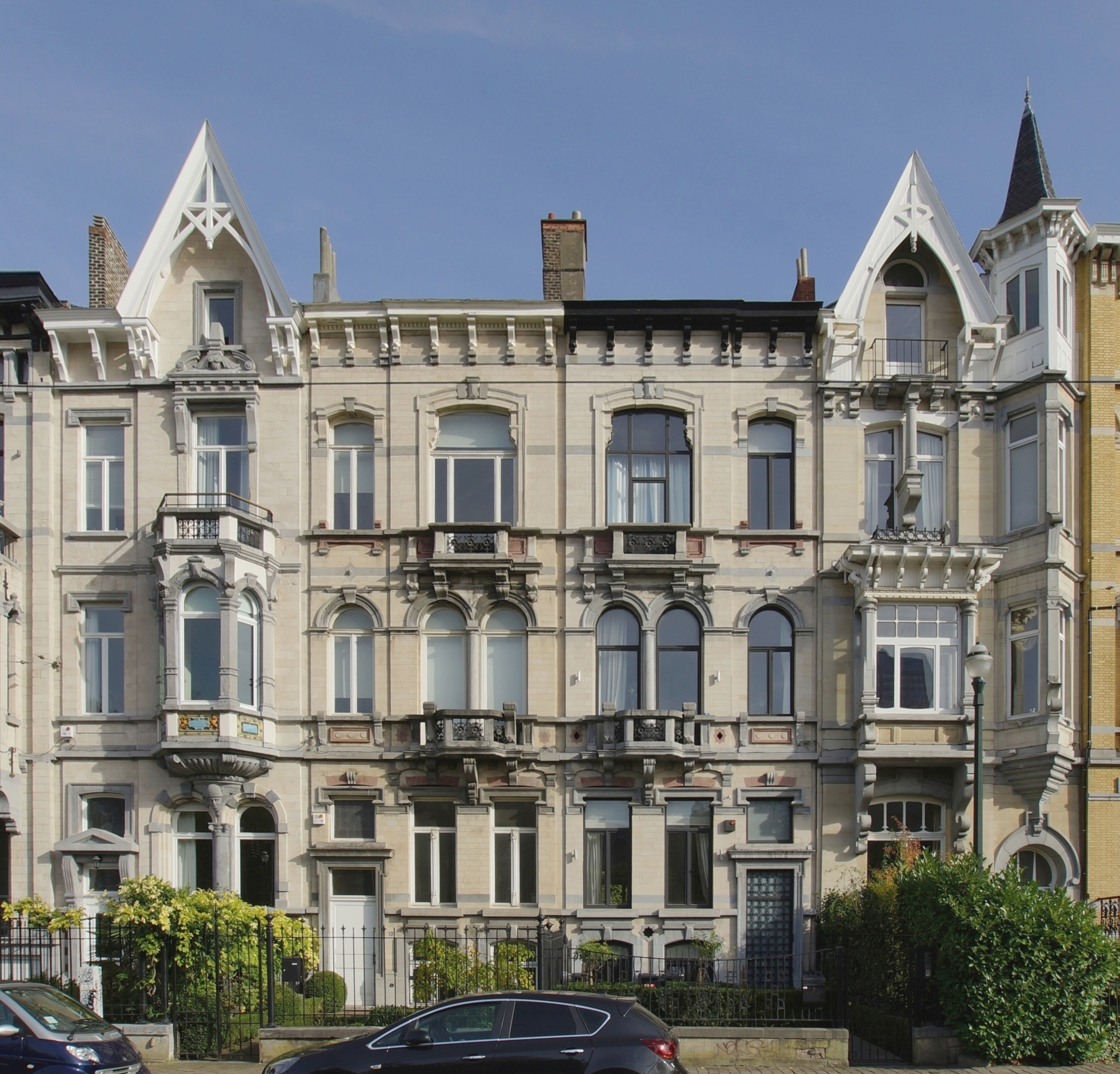
Elsene, Gulden Sporenlaan 9-10-11-12.
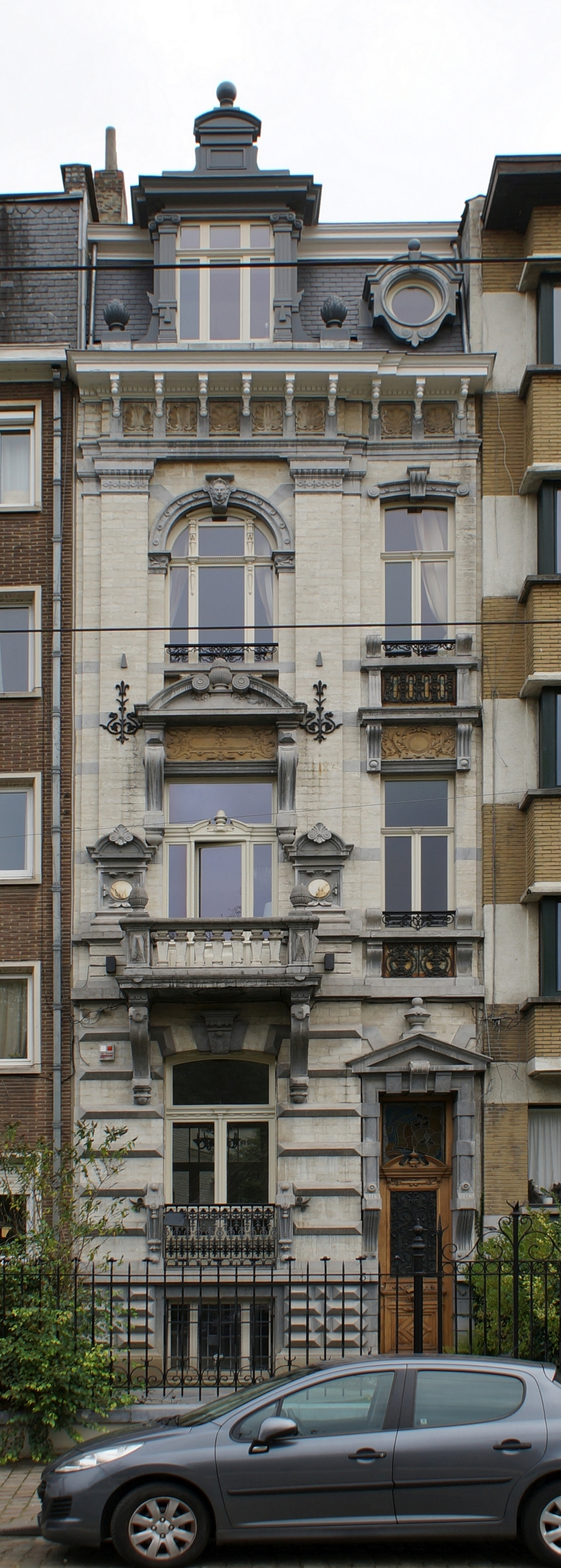
Elsene, Gulden Sporenlaan 3 (1893).
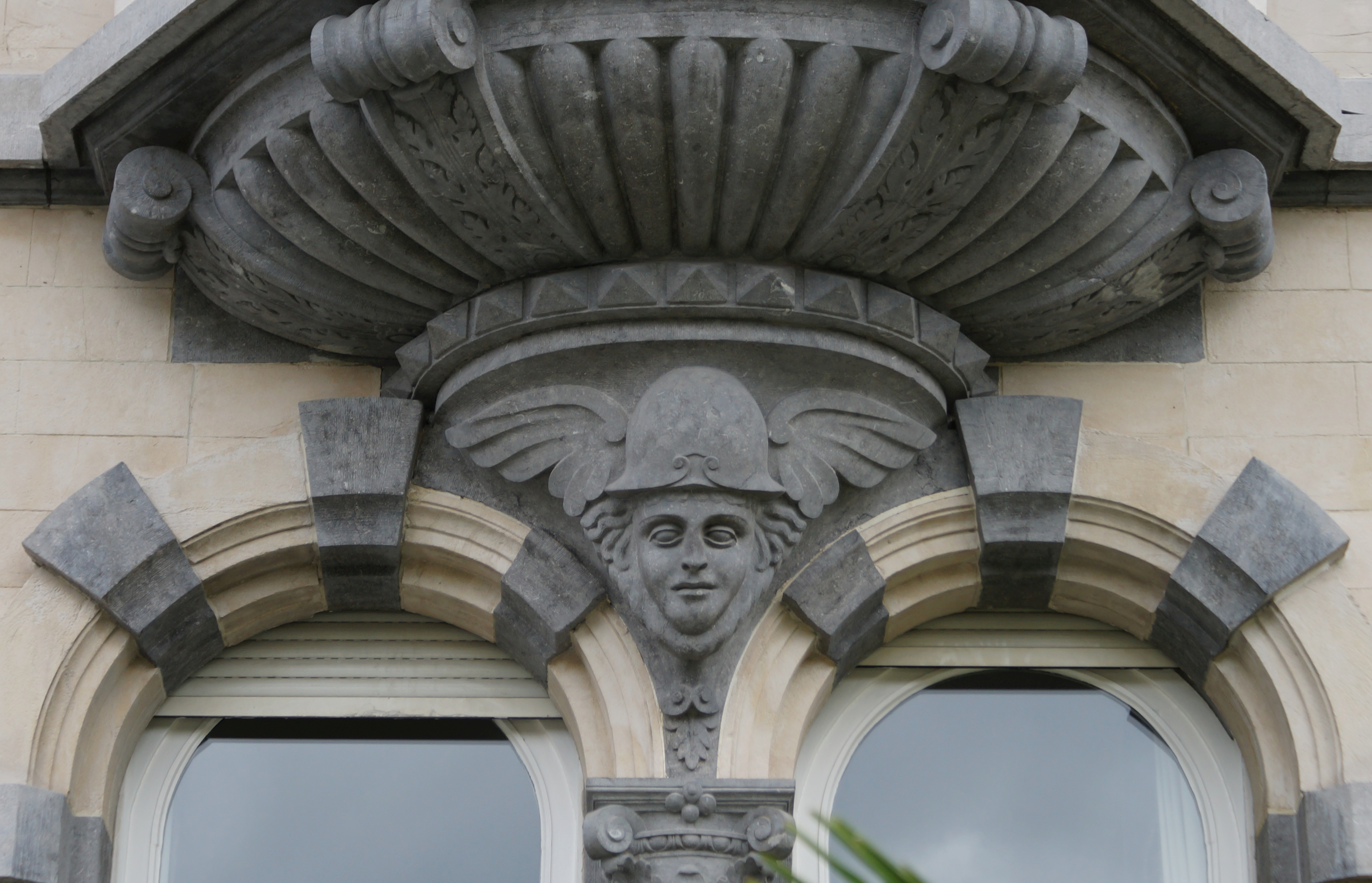
Elsene, Gulden Sporenlaan 9 (basis van de erker, detail.)
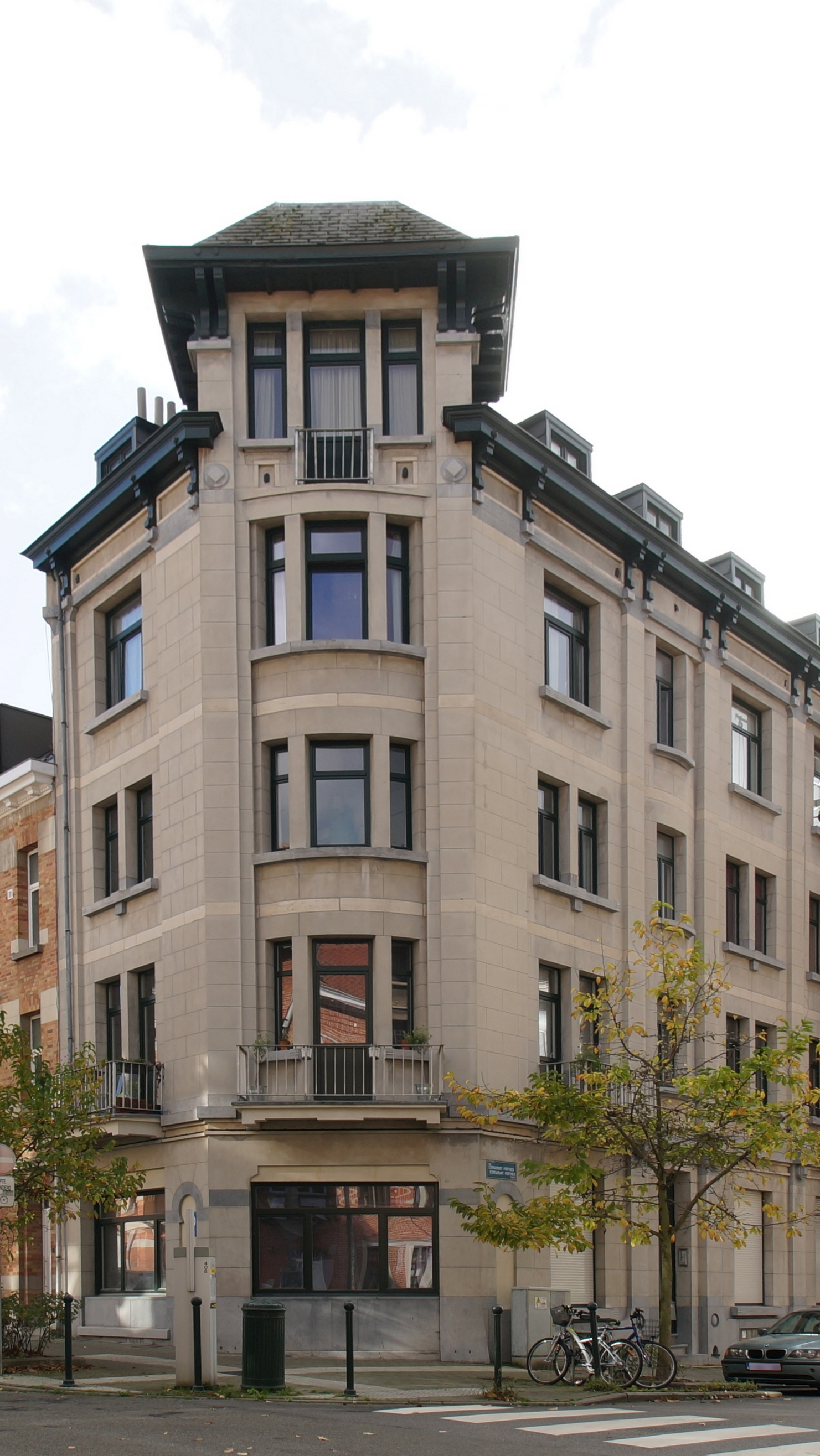
Etterbeek, Kommandant Ponthierstraat 97 (1928)